# Liste der Monuments historiques in Savigny-sur-Orge
Die Liste der Monuments historiques in Savigny-sur-Orge führt die Monuments historiques in der französischen Gemeinde Savigny-sur-Orge auf.

## Liste der Bauwerke
| Bezeichnung       | Beschreibung | Standort                            | Kennzeichnung | Schutzstatus | Datum | Bild |
| ----------------- | ------------ | ----------------------------------- | ------------- | ------------ | ----- | ---- |
| Grenzstein Nr. 10 |              | Cour du centre administratif (Lage) | PA00088017    | Inscrit      | 1931  |      |

## Liste der Objekte
- Monuments historiques (Objekte) in Savigny-sur-Orge der Base Palissy des französischen Kultusministeriums